# Lori Fung

Lori Fung Methorst, CM, OBC (Vancouver, 21 februari 1963) is een Canadees gymnastiekcoach en voormalig ritmisch gymnaste. Ze was in 1984 de eerste olympisch kampioen ritmische gymnastiek.

## Carrière
Lori Fung begon met trainen in 1976 en deed een jaar later al mee aan de nationale kampioenschappen. Ze werd in 1977, 1978, 1979 en 1980 kampioen van Brits-Columbia en in 1982 werd ze voor het eerst nationaal kampioen van Canada.
Bij de wereldkampioenschappen van 1983 in Straatsburg moest Fung genoegen nemen met de 23e plaats. De Olympische Spelen van 1984 in Los Angeles werden door de Sovjet-Unie geboycot, waardoor haar kansen op een medaille aanzienlijk vergroot werden. Ze versloeg de Roemeense Doina Stăiculescu en werd de eerste olympisch kampioen ritmische gymnastiek ooit.
Door haar olympische winst werd Fung een bekendheid in Canada. Ze werd uitgenodigd om op te treden voor onder andere paus Johannes Paulus II, prins Charles en prinses Diana, Elton John en de premier van Canada.
Tijdens de wereldkampioenschappen van 1987 in Varna werd Fung getroffen door een blindedarmontsteking, waardoor ze geopereerd moest worden en niet meer mee kon doen. Ook de Olympische Spelen van 1988 in Seoul moest ze aan zich voorbij laten gaan, dit keer vanwege een aanhoudend virus en een peesontsteking in haar voet.
In 1985 ontving Fung de Orde van Canada en hetzelfde jaar kreeg ze een plek in de Sports Hall of Fame van het BC Place Stadium. Ze ontving de Orde van Brits-Columbia in 1990 en werd in 2004 toegevoegd aan de Canada's Sports Hall of Fame in Calgary. In hetzelfde jaar had ze een rol als danseres in de film Catwoman (2004).
Fung was coach voor de nationale teams van Canada, de Verenigde Staten en Mexico. Tegenwoordig is ze directeur en coach van de Club Elite Rhythmic Gymnastics in Vancouver. Ze traint niet alleen ritmisch gymnasten, maar ook kunstschaatsers en andere sporters. Fung is getrouwd en heeft drie zoons.
1984: Lori Fung ·
1988: Marina Lobatsj ·
1992: Alexandra Timosjenko ·
1996: Jekaterina Serebrjanskaja ·
2000: Joelia Barsoekova ·
2004: Alina Kabajeva ·
2008: Jevgenia Kanajeva ·
2012: Jevgenia Kanajeva ·
2016: Margarita Mamoen ·
2020: Linoy Ashram ·
2024: Darja Varfolomeev